# Jack the Writer
"Jack the Writer" é o quarto episódio da primeira temporada da série de televisão de comédia de situação norte-americana 30 Rock. A sua transmissão original decorreu na noite de 1 de Novembro de 2006 através da rede de televisão National Broadcasting Company (NBC) nos EUA, e a 1 de Novembro do ano seguinte no Reino Unido.
Teve o seu enredo escrito por Robert Carlock e foi realizado por Gail Mancuso, com a produção ficando a cargo de Jerry Kupfer e Jeff Richmond, enquanto Irene Burns, Matt Hubbard, e Margo A. Myers tratavam da co-produção. Por entre as estrelas convidadas para este episódio estão inclusas Katrina Bowden, Keith Powell, Maulik Pancholy, Tom Broecker, John Lutz, James Anderson e Sharon Wilkins. James Anderson fez uma participação a interpretar uma versão ficcional de si mesmo.
O episódio centra-se na relação entre Liz Lemon (interpretada por Tina Fey), a argumentista-chefe do TGS with Tracy Jordan e Jack Donaghy (Alec Baldwin), o executivo da NBC, e também nas distrações que os outros guionistas do TGS enfrentam ao escrever esquetes. Isso torna-se evidente quando a assistente de Liz, Cerie Xerox (Bowden), começa a usar roupas sexualmente reveladoras e quando Jack decide juntar-se aos argumentistas para observar-lhes. Entretanto, o estagiário Kenneth Parcell (Jack McBrayer) descobre que trabalhar para Tracy Jordan (Tracy Morgan), a estrela principal do TGS, é um trabalho mais pesado do que ele esperava.
Em geral, o episódio foi recebido com opiniões positivas pela crítica especialista em televisão do horário nobre, com um elogio sendo feito ao desempenho da personagem Tracy Jordan. Segundo as estatísticas publicadas pelo serviço de mediação de audiências Nielsen Ratings, "Jack the Writer" foi assistido em uma média de quatro milhões e oitocentos mil domicílios durante a sua transmissão original, e recebeu a classificação de 1,7 e de share no perfil demográfico dos telespectadores entre os 18 e 49 anos de idade. 

## Produção e desenvolvimento

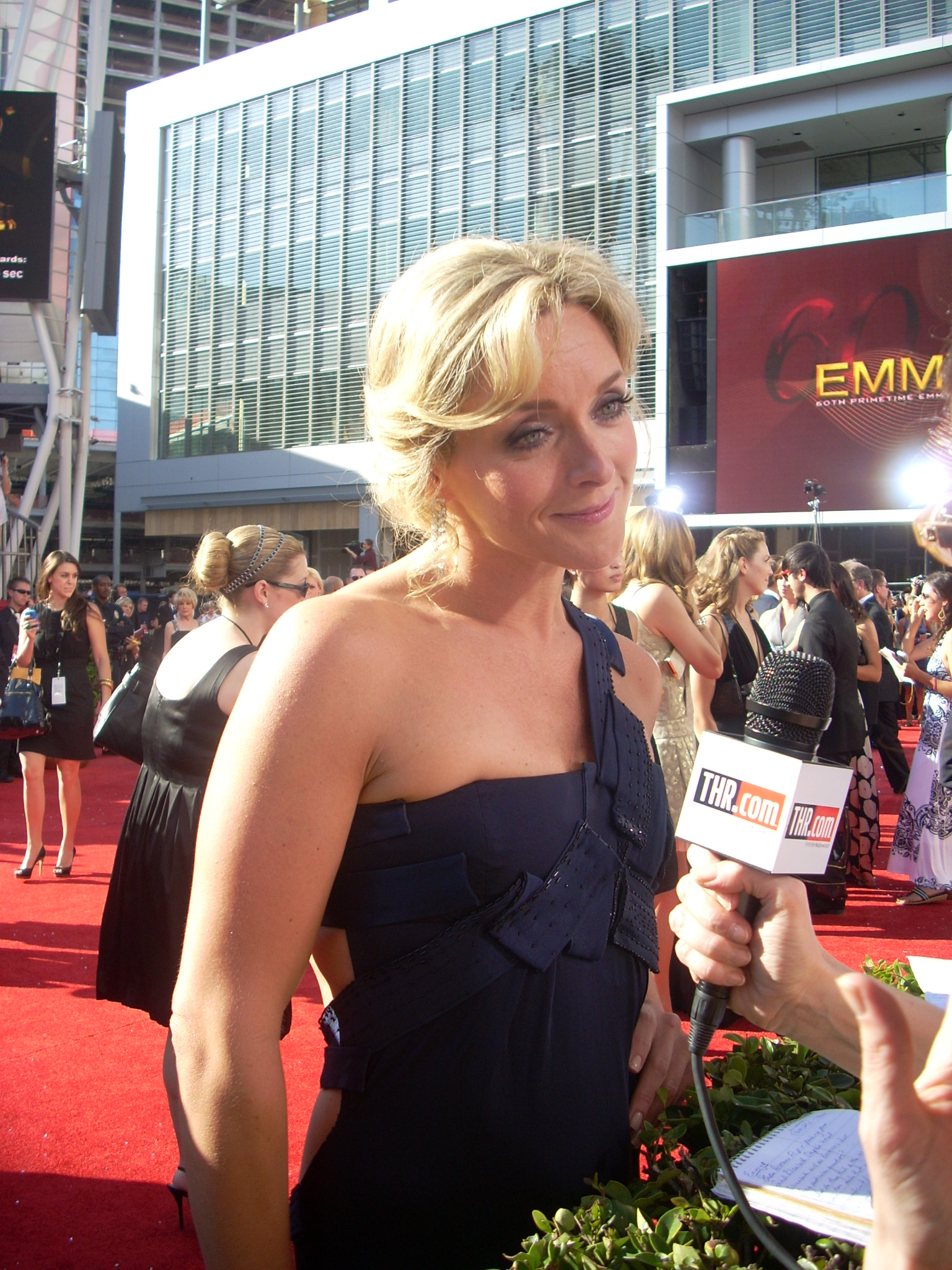
Embora creditada, Jane Krakowski, intérprete de Jenna Maroney, não participou de "Jack the Writer".

"Jack the Writer" teve o seu enredo escrito por Robert Carlock, co-produtor executivo da temporada, e foi realizado por Gail Mancuso, marcando assim a estreia de ambos em um episódio de 30 Rock. Carlock viria a receber mais três créditos de guionista nesta temporada ("Jack-Tor", "The Source Awards" e "Cleveland") enquanto Mancuso voltaria a realizar apenas mais um episódio, "The Head and the Hair". A produção de "Jack the Writer" ficou a cargo de Jerry Kupfer e Jeff Richmond, enquanto Irene Burns, Matt Hubbard, e Margo A. Myers tratavam da co-produção. Richmond é o criador dos temas musicais de 30 Rock e é casado com Tina Fey, a criadora, produtora executiva e actriz principal do seriado. Hubbard viria mais tarde a escrever guiões para dois episódios da temporada: "The Rural Juror" e "Hard Ball".
O guionista de comédia e actor James Anderson, membro da equipa de argumentistas do programa de televisão humorístico Saturday Night Live (SNL), fez uma participação em "Jack the Writer" a interpretar uma versão ficcional de si mesmo. Vários membros do elenco do SNL já fizeram uma aparição em 30 Rock, incluindo Rachel Dratch, Andy Samberg, Chris Parnell, Fred Armisen, Kristen Wiig, Will Forte, Jason Sudeikis, Molly Shannon, Horatio Sanz, e Jan Hooks. Ambos Tina Fey e Tracy Morgan fizeram parte do elenco principal do SNL, sendo que Fey foi a argumentista-chefe do programa entre 1999 e 2006, tendo conhecido McCarthy-Miller, a directora deste episódio, enquanto ainda trabalhava no programa. O actor Alec Baldwin também apresentou o Saturday Night Live por dezassete vezes, o maior número de episódios por qualquer apresentador da série.
O actor e comediante Judah Friedlander, que interpreta a personagem Frank Rossitano em 30 Rock, é conhecido pelos seus bonés de caminhoneiro de marca registada que ele usa dentro e fora da personagem Frank. Os chapéus normalmente apresentam pequenas palavras ou frases estampadas. Friedlander afirmou que ele próprio é quem faz os chapéus. Revelou também que "alguns deles são piadas interiores, e alguns são simplesmente piadas". A ideia veio da persona de Friedlander nas suas apresentações de comédia stand-up, nas quais os chapéus estão todos impressos com a escrita "campeão mundial" em diferentes línguas e diferentes aparências. Neste episódio, Frank usa bonés que leem "Ninja Expert", "Arcade Champ", e "Bigfoot Expert".
Embora creditada na sequência de abertura, a actriz Jane Krakowski, intérprete da personagem regular Jenna Maroney, não participou de "Jack the Writer". Este episódio marcou a estreia da personagem Angie Jordan, esposa do astro de cinema Tracy Jordan. Embora interpretada pela actriz Sharon Wilkins neste episódio, a personagem viria a ser interpretada pela comediante Sherri Shepherd em episódios futuros. Duas canções foram inclusas em "Jack the Writer": "There's No Business Like Show Business", um tema composto pelo letrista Irving Berlin e interpretado pela personagem Kenneth Parcell; e "Who's That Lady" composto e interpretado pelo grupo The Isley Brothers. A primeira canção foi popularizada após ser inclusa no filme Annie Get Your Gun (1950).

## Enredo
Liz está com os seus colegas argumentistas no escritório deles quando elabora uma esquete sobre Donald Trump; contudo, os seus colegas estão todos distraídos a apreciarem o corpo da assistente Cerie, então Liz pede discretamente para que ela saia da sala. Mais tarde, após esboçarem mais esquetes para o TGS with Tracy Jordan, os argumentistas fazem uma pausa e põem-se a dançar, momento no qual Jack chega e anuncia ter passado por uma actividade organizada pela General Electric (GE) chamada Six Sigma, que incentiva os patrões a interagirem com os seus funcionários. Ele revela aos guionistas que irá passar mais tempo sentado na sala dos guionistas como um observador. Enquanto os dias passam, Jack começa a interferir com o trabalho dos funcionários e, em vez de ser apenas um observador, ele dá ideias regularmente para os argumentistas escreverem as esquetes. Isto provoca uma grande frustração para a equipa, fazendo com que Liz informe-lhe que ela e os seus colegas não estão agradados com o seu envolvimento. Jack diz que embora tenha gostado de se juntar aos guionistas diariamente, aceita a decisão tomada.

"A tua ignorância foi óbvia quando caminhaste até mim com a tua boca de lábios finos cheia de comida gordurosa de plebeia, e dirigiste-te a mim pelo meu nome cristão à frente de cavalheiros de Condado de Fairfield. Falo de Fairfield em Connecticut, Lemon — sede da GE. Mas como é que tu saberias isso com os teus quarenta anos de educação pública e televisão matutina!? Se você alguma vez voltar a ter uma atitude Bush como essa, far-te-ei escrever promos para futebol de arena tão rápido que a tua cabeça inexplicavelmente pequena irá girar."

— A reprimenda de Jack a Liz.
Em seguida, o assistente de Jack, Jonathan (Maulik Pancholy), diz a Liz que Jack quer um pedido de desculpas, mas ela tem que fingir que a ideia é de sua autoria. Liz vai ao escritório de Jack e pede desculpas, e ambos perdoam-se. Enquanto a equipa do TGS come o seu almoço, Jack apresenta dois convidados trazidos por si. Os colegas de Liz dizem a ela que, ao invés de almoçar na sala, gostariam de sair para comer no tecto usado pelo pessoal do The Today Show. Liz responde poder fazer isso acontecer, agora que é amiga de Jack. Todavia, após fazer o pedido, ele nega. Ele diz a ela que os seus dois convidados foram seus chefes na GE, e depois critica-a e a sua equipa. Mais tarde ele pede desculpas, mas ela diz que a amizade terminou. Tendo resolvido a situação com Jack, Liz tenta conversar com Cerie sobre os seus trajes reveladores que distraem os argumentistas masculinos. Liz tenta convencê-la a vestir algo conservador mas, em contrapartida, Cerie diz à sua chefe que ela ficaria perfeita em algo mais sensual. Mais tarde, Liz é vista a andar pelos corredores dos estúdios do TGS com um vestido com as escritas "Dirty Diva".
Não obstante, Kenneth, que agora trabalha para Tracy, aprende que servir a ele é mais pesado do que esperava. Tracy dá a Kenneth várias tarefas para completar, incluindo ir ao Estádio Yankee para comprar nachos e pegar um pacote importante nos correios, que acaba por se revelar ser um peixe adquirido ilegalmente que Tracy deseja colocar no seu aquário. Tracy, então, diz a Kenneth para comprar algo para a sua esposa Angie Jordan (Sharon Wilkins) e levá-la a um restaurante chique, onde ele entrega o presente do seu chefe.

## Referências culturais

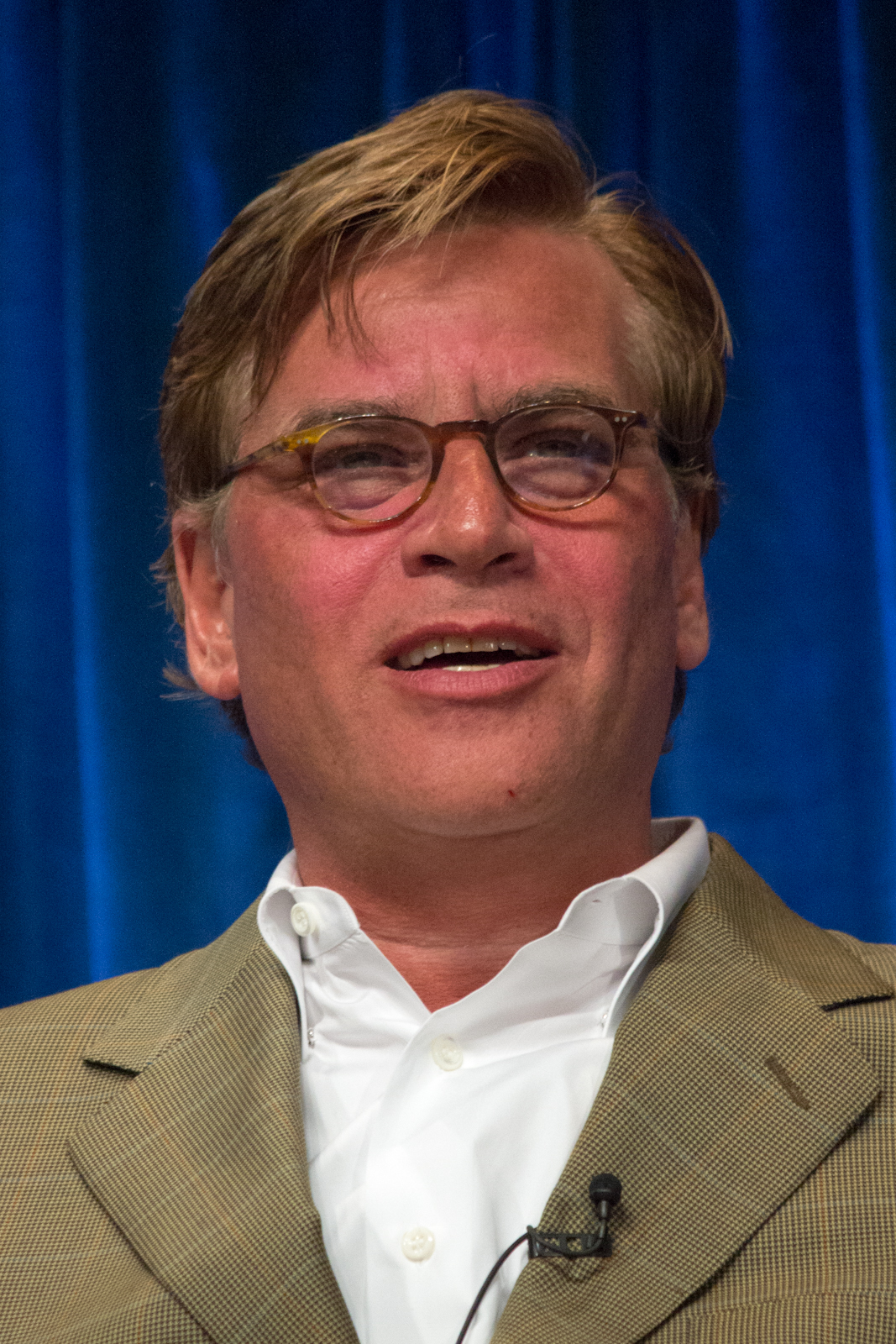
Uma "disputa" entre Tina Fey e Aaron Sorkin (imagem) foi referenciada em "Jack the Writer".

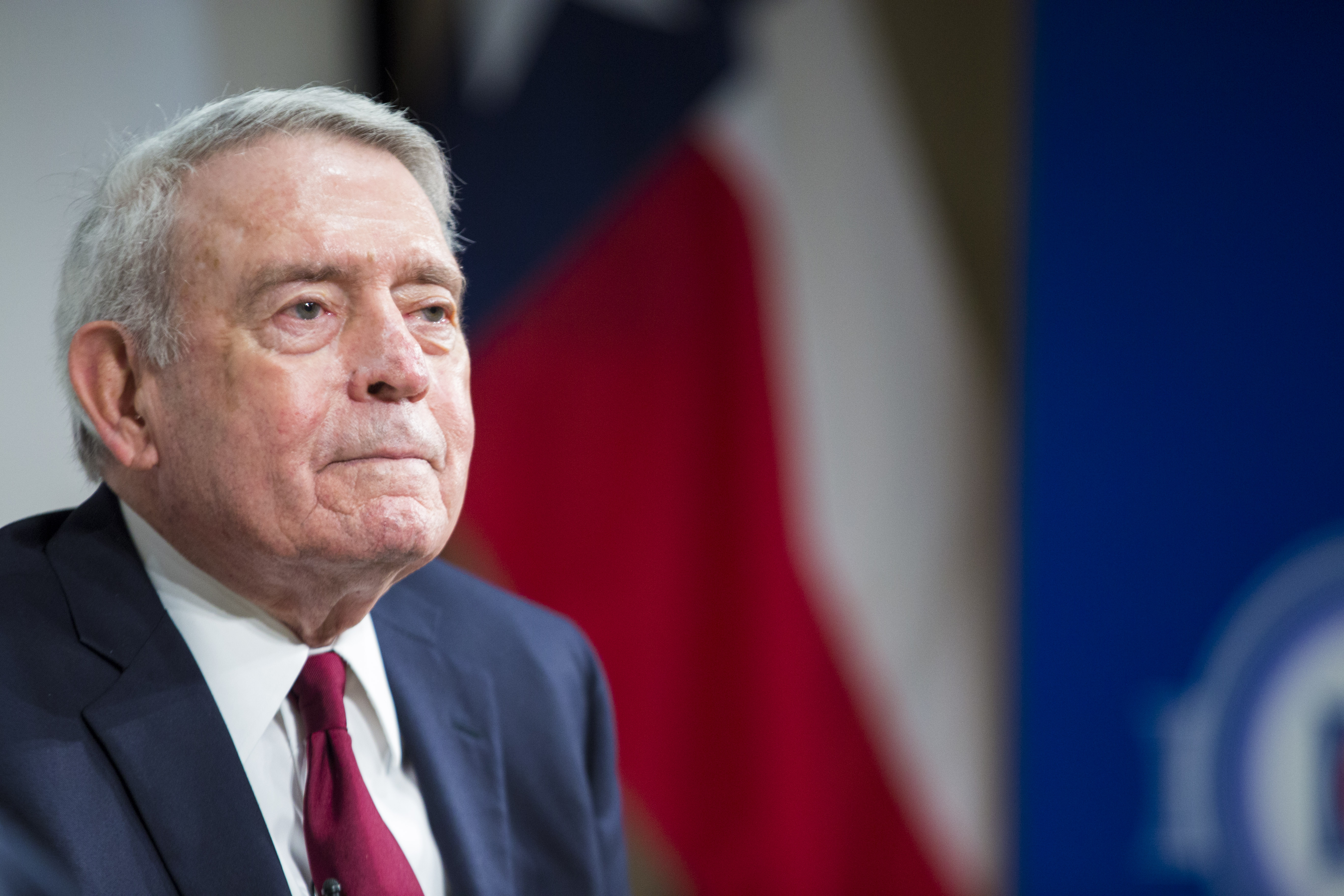
"Jack the Writer" fez menção a um evento conhecido como "What's the frequency, Kenneth?" que envolveu o jornalista Dan Rather.

## Transmissão e repercussão

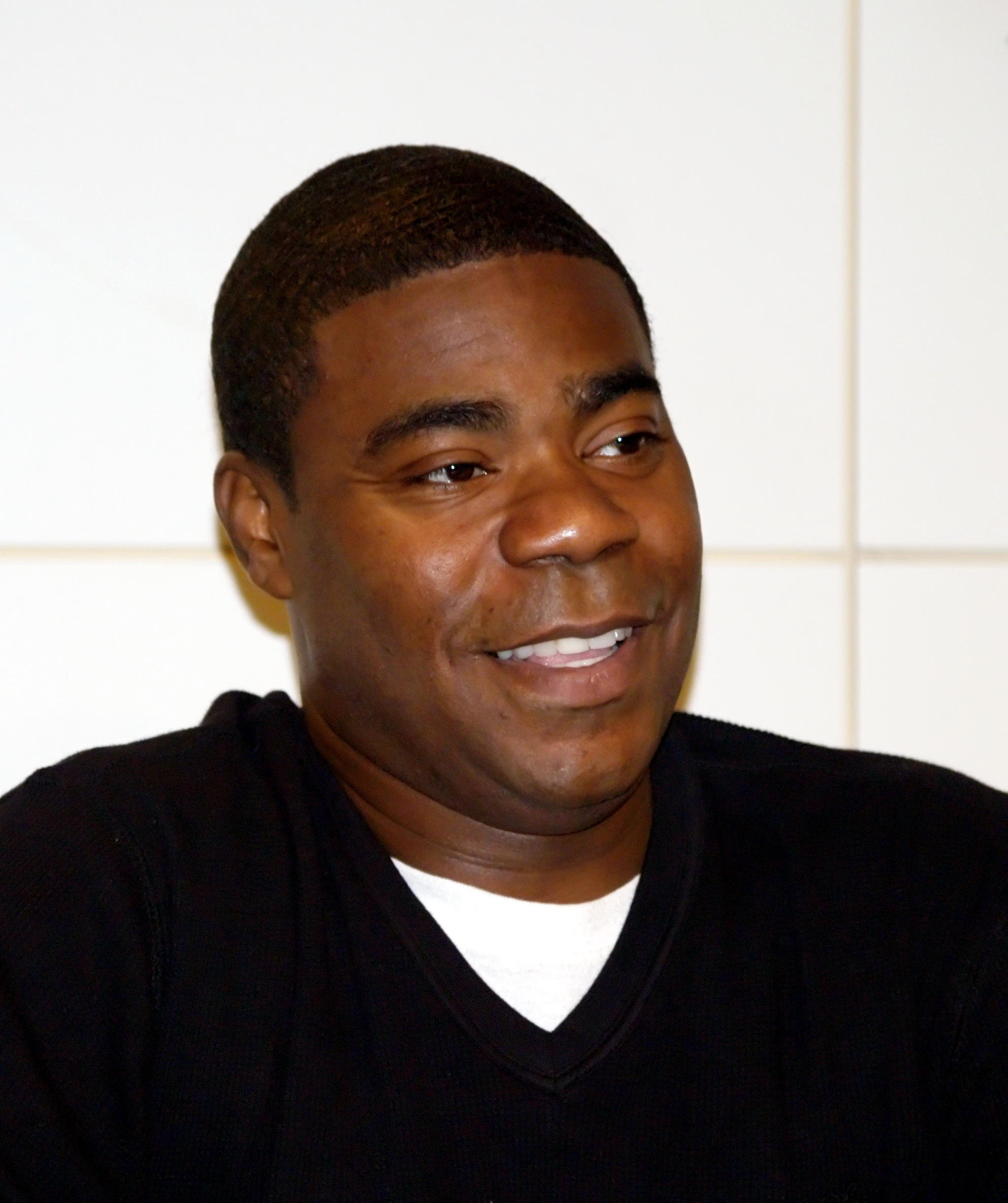
O desempenho de Tracy Morgan foi elogiado por um crítico de televisão.